# Нове Бжеско
Нове Бжѐско (на полски: Nowe Brzesko) е град в Южна Полша, Малополско войводство, Прошовишки окръг. Административен център е на градско-селската Новобжешка община. Заема площ от 7,26 км2.

## География
Градът се намира в историческия регион Малополша. Разположен е на 35 км североизточно от Краков и на 10 км югоизточно от окръжния център Прошовице.

## История
Първото писмено споменаване на селището датира от 1212 г. В 1279 година Готфрид де Глешин го дарява с градски права, но през 1870 г. са му отнети. В периода 1975 – 1998 г. е част от Краковското войводство. Градските му права са възстановени на 1 януари 2011 г.

## Население
Според данни от полската Централна статистическа служба, към 1 януари 2014 г. населението на града възлиза на 1 672 души. Гъстотата е 230 души/км2.